# عزمي خالد
عزمي خالد هو سياسي ماليزي، ولد في 13 ديسمبر 1940 في برليس في ماليزيا. نشط حزبياً في المنظمة الوطنية الملايوية المتحدة. وقد انتخب عضو ديوان الرعية ‏.